# Ойтин
Ойтин (на немски: Eutin) е град в северна Германия, административен център на окръг Източен Холщайн в провинция Шлезвиг-Холщайн. Населението му е около 17 296 души (31 декември 2023).
Разположен е на 33 метра надморска височина в Шлезвиг-Холщайнската хълмиста равнина, на 30 километра северно от Любек и на 40 километра югоизточно от Кил. Основан е като ободритско селище под името Утин, а от 1309 година е седалище на любекските епископи, които напускат Любек заради конфликт с общината, и столица на съществувалото до 1803 година Княжество-епископство Любек.

## Известни личности
Родени в Ойтин
- Карл Мария фон Вебер (1786 – 1826), композитор
- Фридрих Кюн (1889 – 1944), генерал
- Николаус Меркатор (1620 – 1687), математик
- Хедвиг Елизабет Шарлота фон Холщайн-Готорп (1759 – 1818), кралица на Швеция и Норвегия

Починали в Ойтин
- Кристина фон Саксония-Вайсенфелс (1656 – 1698), благородничка
- Фридерика фон Вюртемберг (1765 – 1785), принцеса на Олденбург
- Йохан Хайнрих Вилхелм Тишбайн (1751 – 1829), художник
- Улрика Фридерика Вилхелмина фон Хесен-Касел (1722 – 1787), херцогиня на Олденбург
- Август Фридрих фон Шлезвиг-Холщайн-Готорп (1646 – 1705), княз-епископ
- Йохан фон Шлезвиг-Холщайн-Готорп (1606 – 1655), княз-епископ